# جیووانی (بازیکن فوتبال)
جیووانی (انگلیسی: Giovani؛ زادهٔ ۱ ژانویهٔ ۲۰۰۴) بازیکن فوتبال اهل برزیل است.

## دوران باشگاهی
جیووانی متولد ایتاکاکیسیتوبا، ایالت سائوپائولو، در سال ۲۰۱۴ در سن ده سالگی به مجموعه جوانان باشگاه فوتبال پالمیراس پیوست. در سپتامبر ۲۰۲۰، در سن ۱۶ سالگی، در لیست ۵۰ نفره تیم اصلی برای کوپا لیبرتادورس ۲۰۲۰ قرار گرفت.
جیوانی اولین بازی خود در تیم اول را در ۳ مارس ۲۰۲۱ انجام داد و به عنوان جانشین دیرهنگام گوستاوو اسکارپا در تساوی ۲–۲ کمپئوناتو پائولیستا در خارج از خانه مقابل باشگاه فوتبال کورینتیانس وارد زمین شد. او در ۱ ژوئن قرارداد خود را تا سال ۲۰۲۴ تمدید کرد.
جیوانی اولین بازی خود در سری آ برزیل را در ۳۰ نوامبر ۲۰۲۱ انجام داد و دومین بازی تیمش را در پیروزی ۳–۱ خارج از خانه مقابل باشگاه ورزشی کویابا شروع کرد و گلزنی کرد.